# أدو دين هاغ
نادي أدو دين هاغ (بالهولندية: ADO Den Haag) هو نادي كرة قدم من مدينة لاهاي يلعب في الدوري الهولندي الممتاز. تأسس عام 1905.